# Diocesi di Isernia-Venafro

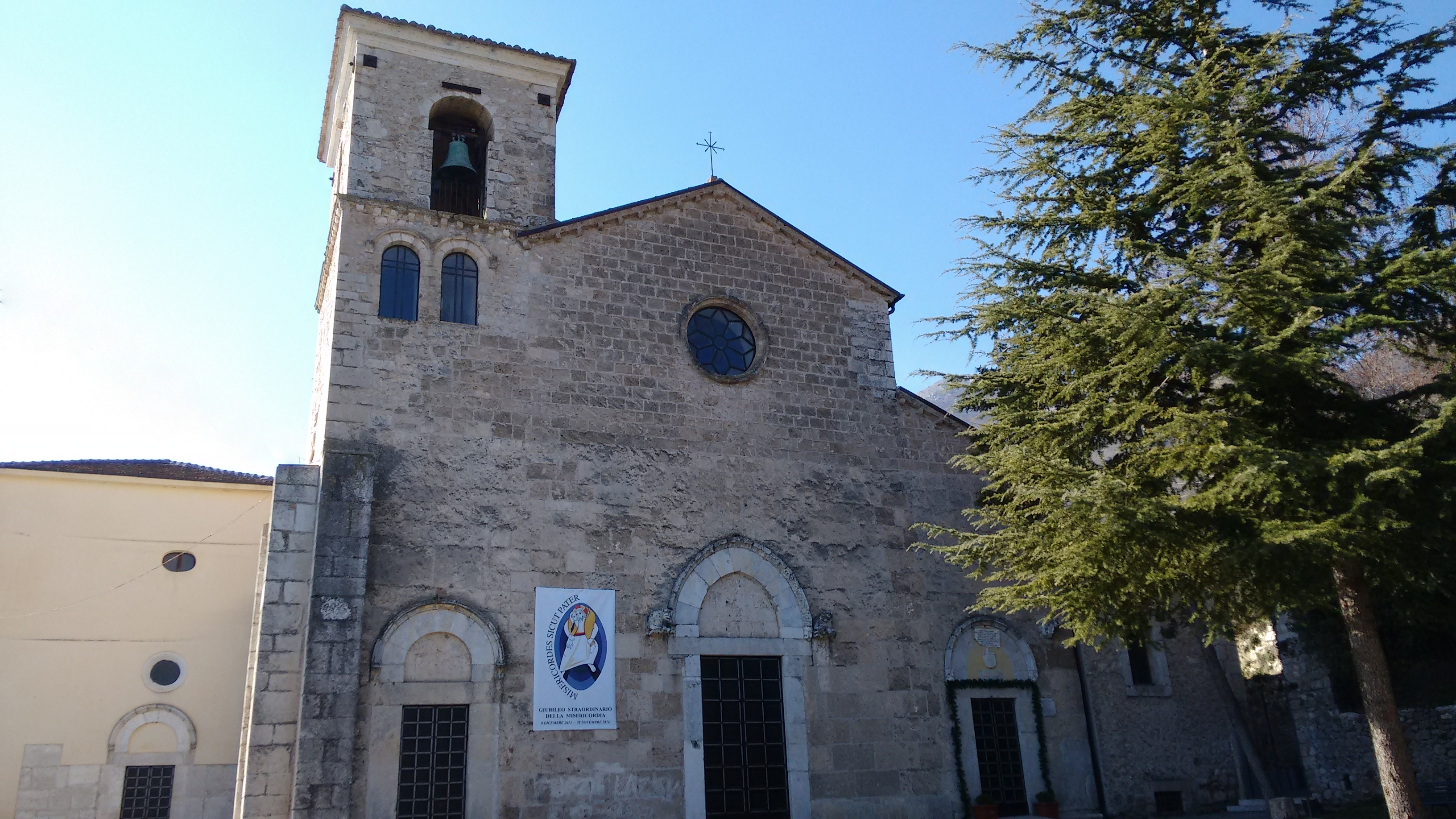
La concattedrale di Venafro.

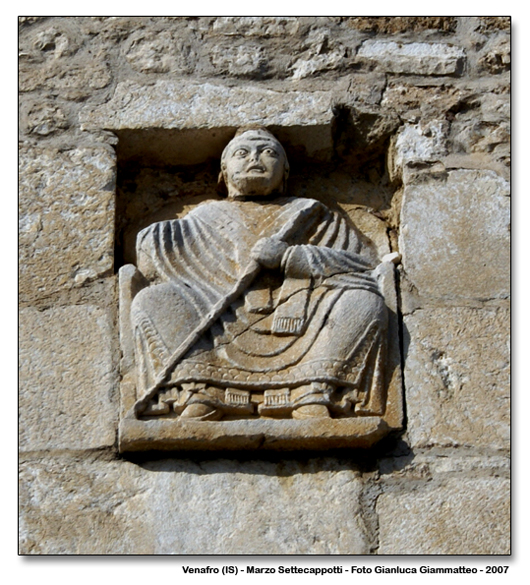
Effigie del vescovo Pietro di Ravenna sulla facciata della concattedrale di Venafro. La figura è popolarmente nota con il nomignolo di "Marzo Settecappotti".

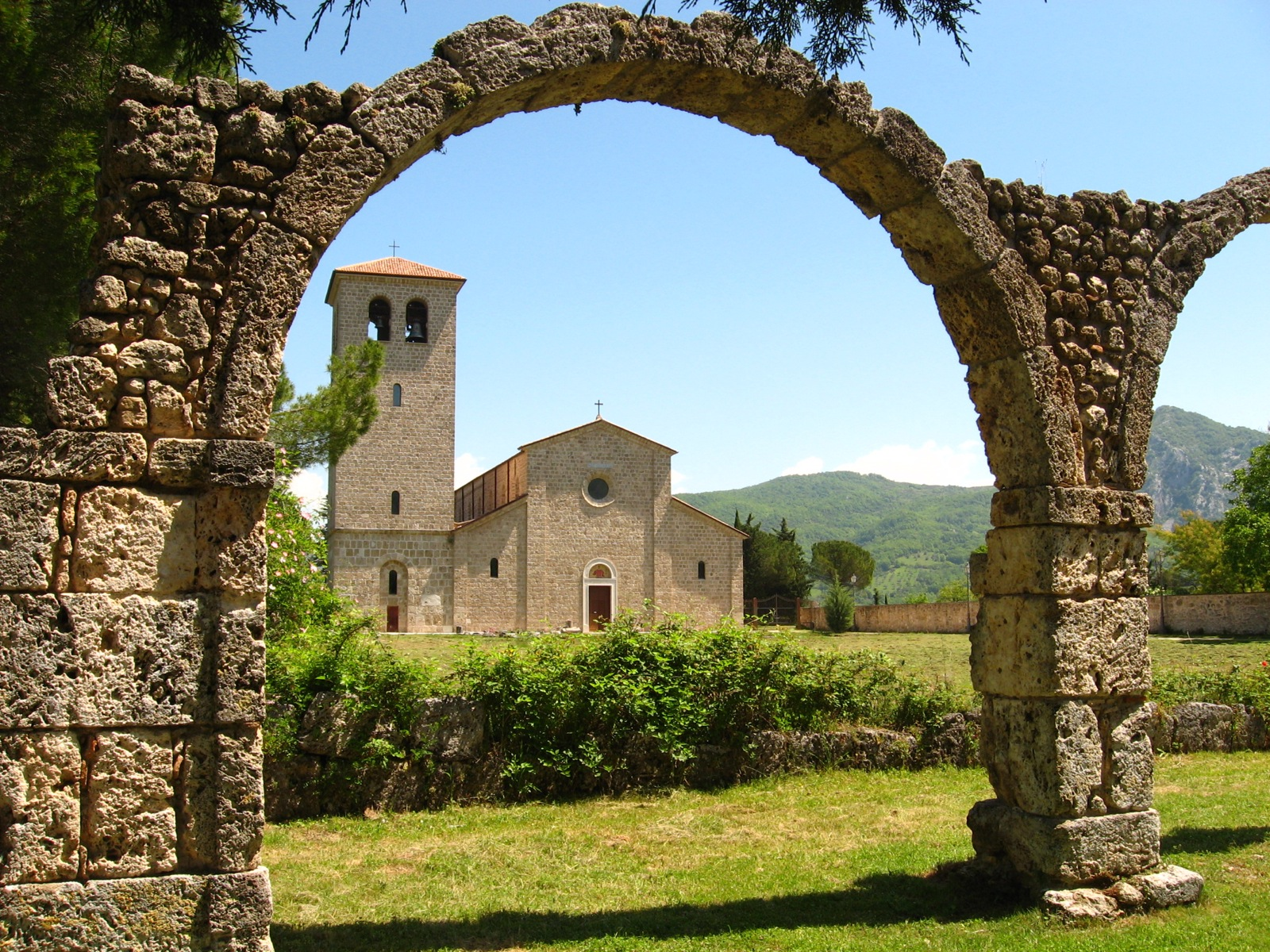
La chiesa dell'abbazia di San Vincenzo al Volturno.

La diocesi di Isernia-Venafro (in latino Dioecesis Aeserniensis-Venafrensis) è una sede della Chiesa cattolica in Italia suffraganea dell'arcidiocesi di Campobasso-Boiano appartenente alla regione ecclesiastica Abruzzo-Molise. Nel 2023 contava 61.600 battezzati su 62.500 abitanti. È retta dal vescovo Camillo Cibotti.

## Patroni e santi diocesani
Patroni della diocesi sono i santi Nicandro, Marciano e Daria, martiri nel 303 a Venafro sotto l'imperatore Diocleziano. La memoria liturgica ricorre il 17 giugno con il grado di solennità nelle città di Venafro ed Isernia e di festa nell'intera diocesi; la città di Venafro estende i festeggiamenti dal 15 al 18 giugno.
Il calendario liturgico proprio della diocesi, approvato il 30 agosto 2004, ricorda le seguenti ricorrenze liturgiche:
- san Celestino V, patrono secondario della diocesi e della città di Isernia (19 maggio);
- Santi Nicandro, Marciano e Daria, patroni principali della diocesi nonché delle città di Venafro e Isernia (17 giugno);
- la beata Vergine Addolorata di Castelpetroso, patrona del Molise (15 settembre);
- i santi Cosma e Damiano, patroni secondari di Isernia (26 settembre);
- santa Barbara, patrona secondaria di Isernia (4 dicembre).

## Territorio
La diocesi comprende 32 comuni tra il Molise e la Campania. Di questi:
- 27 comuni in provincia di Isernia: Acquaviva d'Isernia, Carpinone, Castelpizzuto, Castel San Vincenzo, Cerro al Volturno, Colli a Volturno, Conca Casale, Filignano, Forlì del Sannio, Fornelli, Isernia, Longano, Macchia d'Isernia, Miranda, Montaquila, Monteroduni, Pesche, Pettoranello del Molise, Pizzone, Pozzilli, Roccasicura, Rocchetta a Volturno, Sant'Agapito, Scapoli, Sessano del Molise, Sesto Campano, Venafro;
- 5 comuni in provincia di Caserta: Capriati a Volturno, Ciorlano, Fontegreca, Gallo Matese e Mastrati, frazione di Pratella.

Sede vescovile è la città di Isernia, dove si trova la cattedrale di San Pietro apostolo. A Venafro sorge la concattedrale di Santa Maria Assunta.
Altri importanti luoghi di culto della diocesi sono:
- la basilica dei Santi Nicandro, Marciano e Daria a Venafro;
- l'eremo dei Santi Cosma e Damiano a Isernia;
- il santuario di Santa Maria del Bagno a Pesche.

Il territorio si estende su 740 km² ed è suddiviso in 48 parrocchie, raggruppate in sei foranie: Isernia, Venafro, Capriati a Volturno, Carpinone, Forania del Volturno e Pozzilli.

## Storia
L'odierna diocesi nasce nel 1986 dalla piena unione di due antiche sedi episcopali, Isernia e Venafro.

### Venafro
Le prime notizie della diocesi di Venafro risalgono alla fine del V secolo con la menzione del vescovo Costanzo (o Costantino) presente al sinodo romano indetto da papa Simmaco nel 499; lo stesso vescovo fu destinatario di una lettera non datata di papa Gelasio I (492-496). Inoltre al sinodo indetto da Gelasio nel 495 presero parte un Costanzo e un Costantino senza indicazione delle rispettive sedi di appartenenza; uno dei due potrebbe essere il vescovo di Venafro. Dalle lettere di Gregorio Magno (circa 591-595) sappiamo che alla fine del VI secolo la diocesi di Venafro era vacante; poco dopo la diocesi scomparve per le distruzioni operate dai Longobardi.
Non si hanno più notizie sulla diocesi di Venafro fino all'XI secolo. Nel 1032 l'arcivescovo di Capua, Atenolfo II, consacrò Gerardo per le sedi unite di Venafro, Isernia e Bovino; da questo momento Venafro, suffraganea di Capua, restò unita aeque principaliter a Isernia fino al 1207 quando papa Innocenzo III, per porre fine ai dissidi fra i capitoli dei canonici delle due cattedrali, stabilì la separazione delle due diocesi, decisione confermata dai successivi pontefici Onorio III (1224) e Gregorio IX (1230).
Non si conosce esattamente il nome del primo vescovo di Venafro dopo la separazione delle sedi. Norbert Kamp documenta l'esistenza di alcuni vescovi anonimi di Venafro nel 1215, nel 1218 e nel 1223-1224. Il primo nome di vescovo venafrano è quello di Riccardo, documentato dal 1228 al 1239, seguito da Rinaldo, eletto nel febbraio 1252 ed ancora in carica nel mese di giugno del 1286.
In epoca normanna si svilupparono in diocesi monasteri e cenobi benedettini; tra questi si ricordano «Santa Croce iuxta muros Venafri, San Benedetto de Benafro, San Benedetto Piccolo (Piczolu, Pizuli, S. Venditto, S. Benedicti minoris), Santa Cristina, Santi Maria e Benedetto, San Nazario de Rocca de Piperoczu (Roccapipirozzi), San Pietro di Sesto Campano.»
Tra i vescovi di Venafro si possono ricordare: i cardinali Girolamo Grimaldi (1528-1536) e Ladislao d'Aquino (1581-1621); Andrea Matteo Acquaviva d'Aragona, che aprì il primo seminario diocesano nel 1568; Vincenzo Martinelli (1632-1635), che per primo indisse un sinodo diocesano (1634); Ludovico Ciogni (1670-1690), esperto di giurisprudenza, che fu governatore di diverse città dello Stato Pontificio; Mattia Joccia, che fece costruire e inaugurò un nuovo seminario nel 1728.
Con la bolla De utiliori del 27 giugno 1818 papa Pio VII soppresse la diocesi e ne incorporò il territorio in quello della diocesi di Isernia. Al momento della soppressione la diocesi venafrana comprendeva i territori dei comuni di Venafro, Sesto Campano, Pozzilli, Capriati a Volturno, Ciorlano, Montaquila, Filignano, Acquafondata, Viticuso, Conca Casale, Gallo Matese, Fontegreca e Mastrati di Pratella.

### Isernia
Incerta è l'origine della diocesi di Isernia. Dati monumentali quali i resti di una basilica paleocristiana e un'iscrizione sepolcrale provano la presenza a Isernia di una comunità cristiana ricca e strutturata già in epoca antica. Tuttavia problematica è la serie dei vescovi di Isernia riportata da Ferdinando Ughelli nella sua Italia sacra, che apparterrebbero in realtà ad altre diocesi. Anche l'attribuzione a Isernia di Marco, episcopus ecclesiae Samninae, che prese parte al concilio simmachiano del 502, è dubbia e non ammessa da tutti gli autori.
In epoca altomedievale altri vescovi sono attribuiti a Isernia, ma con il beneficio del dubbio. Un vescovo Bonifacio è assegnato da Ughelli all'anno 758, ma senza alcuna indicazione documentaria a sostegno; Cappelletti lo ammette nella cronotassi di Isernia, mentre Gams lo esclude. Secondo il Chronicon Casinense, nell'847 un anonimo vescovo di Isernia perì durante un disastroso terremoto che rase al suolo la città. Un altro anonimo vescovo appare in un diploma dell'854, che Ughelli attribuisce tuttavia al 639. Segue Odelgario, episcopus Eserniatensis, che avrebbe preso parte ad un concilio a Ravenna nell'877, e poi Lando nel 946 e Arderico, documentato dal 964 al 975. Tutti questi vescovi sono esclusi da Kehr, il quale riferisce che il primo vescovo certo di Isernia è un anonimo citato in un diploma del 943.
Notizie più sicure sulla diocesi di Isernia si hanno a partire dall'XI secolo. Nel 1032 il metropolita di Capua Atenolfo II consacrò Gerardo vescovo di Isernia, sede episcopale da tanto tempo priva del suo pastore, come si evince dal privilegio concesso dal metropolita al vescovo isernino; lo stesso documento delimita la diocesi ai tre territori di Isernia, Venafro e Boiano e attesta l'appartenenza della diocesi di Isernia alla provincia ecclesiastica di Capua.
Secondo il Chronicon Casinense, durante il suo pontificato papa Niccolò II (1059-1061) consacrò vescovo di Isernia e Venafro il monaco Pietro da Ravenna. Le due diocesi risultano essere ancora unite anche nella bolla concessa da papa Alessandro III al vescovo Rainaldo nel 1172. Pur unite, le due diocesi conservavano ciascuna la propria cattedrale e il proprio capitolo di canonici, che spesso, nel corso del XII secolo, entrarono in conflitto in occasione delle nomine dei vescovi. Per porre fine ai dissidi nel 1207 papa Innocenzo III stabilì la separazione delle due diocesi, decisione confermata dai successivi pontefici Onorio III (1224) e Gregorio IX (1230).
In epoca longobarda e normanna si svilupparono in diocesi monasteri e cenobi benedettini; tra questi si ricorda in particolare l'abbazia di San Vincenzo al Volturno, fondata nell'VIII secolo, ma anche «l'abbazia femminile di Santa Maria delle Monache e quella di San Vito della Valle, l'abbazia di Sant'Agapito in Valle, San Marco e San Martino a Carpinone, Santa Croce a Pesche, San Benedetto a Monteroduni, Santa Maria in Altissimis a Fornelli, Santi Giovanni e Paolo a Pizzone, San Benedetto a Roccasicura, San Pietro de Itria a Scapoli, San Benedetto a Sessano del Molise». Seguirono poi le fondazioni dei monaci celestini e dei francescani; la tradizione attribuisce allo stesso san Francesco di Assisi la fondazione del convento di Santo Stefano a Isernia.
Per tre volte, nell'847, nel 1349 e nel 1456, la città di Isernia, la sua cattedrale ed altri edifici religiosi furono rasi al suolo da terremoti; in occasione del terremoto del 1456, il vescovo Giacomo de Monte Aquila fu estratto vivo dopo tre giorni dalle macerie della cattedrale.
Tra i vescovi di Isernia si ricordano: Cristoforo Maroni (1387-1389), che divenne cardinale con il titolo di San Ciriaco alle Terme; Massimo Bruni Corvino (1510-1522), che fu legato pontificio nella repubblica di Venezia e nel regno di Napoli; Paolo della Corte (1600-1606), che dopo aver lasciato la diocesi divenne governatore di Benevento, di Spoleto e infine vicario del papa a Roma; Giovanni Saverio De Leoni, che istituì il seminario diocesano nel 1728.
Nel 1805 un altro violento terremoto distrusse la cattedrale, che fu restaurata e riaperta al culto dal vescovo Gennaro Saladino nel 1852.
Nel 1818, prima che la diocesi di Venafro venisse soppressa ed il suo territorio incorporato in quello di Isernia, la diocesi isernina comprendeva gli abitati di Isernia, Miranda, Pesche, Carpinone, Castelpizzuto, Forlì del Sannio, Longano, Macchia d'Isernia, Monteroduni, Sessano del Molise, Pettoranello del Molise, Roccasicura, Sant'Agapito.

### Isernia-Venafro
Il 18 giugno 1852 papa Pio IX, in forza della bolla Sollecitudinem animarum, restaurò la diocesi di Venafro, con il medesimo territorio che aveva nel 1818, unendola aeque principaliter alla diocesi di Isernia. Entrambe le città mantennero le proprie cattedrali con i relativi vescovati e seminari. Il vescovo risiedeva equamente in entrambe le città. Successivamente la sede vescovile unica fu collocata ad Isernia, mentre il seminario rimase solo a Venafro.
Il 21 agosto 1976 con la bolla Ad apicem sacerdotalis di papa Paolo VI, le diocesi di Isernia e di Venafro furono sottratte alla metropolia di Capua ed entrarono a far parte della nuova provincia ecclesiastica dell'arcidiocesi di Boiano-Campobasso.
Il 21 marzo 1977 le diocesi unite di Isernia e Venafro acquisirono dall'abbazia territoriale di Montecassino le parrocchie dei comuni di Acquaviva d'Isernia, Castel San Vincenzo, Cerro al Volturno, Colli a Volturno, Fornelli, Pizzone, Rocchetta a Volturno e Scapoli, e le parrocchie in località Santa Maria Oliveto (comune di Pozzilli) e in località Cerasuolo (comune di Filignano); contestualmente le parrocchie dei comuni di Acquafondata e Viticuso, che in passato erano appartenute alla diocesi di Venafro, furono cedute a Montecassino.
Il 30 settembre 1986 con il decreto Instantibus votis della Congregazione per i Vescovi Isernia e Venafro sono state unite plena unione e la diocesi ha assunto il nome attuale.
Dal 24 febbraio 2025 è unita in persona episcopi alla diocesi di Trivento, come già era avvenuto tra il 1972 e il 1975.

## Cronotassi dei vescovi
Si omettono i periodi di sede vacante non superiori ai 2 anni o non storicamente accertati.

### Vescovi di Venafro
- Costanzo (o Costantino) † (prima del 492/496 ? - dopo il 499)[17]
  - Sede unita a Isernia (1032 - 1207)
- Anonimo † (menzionato nel 1215)[18]
- Anonimo † (menzionato nel 1218)[18]
- Anonimo † (menzionato nel 1223-1224)[18]
- Riccardo † (prima del 1228 - dopo il 1239)[18]
- Rinaldo † (15 febbraio 1252 - dopo il 5 giugno 1286)[18]
- Giovanni † (prima del 1289 - 24 febbraio 1294 deceduto)[18]
- Andrea d'Aversa † (12 dicembre 1295 - 1299 deceduto)
- Giordano di Sermoneta † (1º marzo 1299 - 1300 deceduto)
  - Romano Borgia, O.S.B.Vall. † (1300 - 1300 deceduto) (vescovo eletto)
- Docibile di Sermoneta † (28 marzo 1300 - 1301 deceduto)
- Pellegrino, O.E.S.A. † (23 settembre 1301 - 1306 deceduto)
- Nicola † (? - ? deceduto)
- Pietro Sparano da San Severo † (9 marzo 1326 - 6 settembre 1328 nominato vescovo di Nola)
- Giovanni di Tocco † (6 settembre 1328 - 1348 deceduto)
- Pietro da Bassiano, O.P. † (23 giugno 1348 - 1366 deceduto)
- Guido † (11 agosto 1366 - ?)
  - Pietro † (? - ? deceduto) (antivescovo)
  - Carlotto Arcamono † (8 luglio 1388 - ?) (antivescovo)
- Niccolò † (prima del 1387 - 1396 deceduto)
- Ruggero da Castel di Pietra, O.E.S.A. † (14 luglio 1396 - 19 aprile 1399 deceduto)
- Andrea Fiascone † (6 ottobre 1399 - ? deceduto)
- Carlo Ancamono † (attestato nel 1420 - 23 marzo 1422 nominato vescovo di Bitetto)
- Antonio Mancini † (18 dicembre 1426 - 1465 deceduto)
- Giovanni Gattula † (2 ottobre 1465 - 1471 deceduto)
- Angelo de Alberto † (17 agosto 1472 - 1504 deceduto)
- Riccomanno Buffalini † (2 ottobre 1504 - 1528 deceduto)
  - Girolamo Grimaldi † (9 ottobre 1528 - 2 giugno 1536 dimesso) (amministratore apostolico)
- Bernardino Soria, O.F.M. † (2 giugno 1536 - 1548 deceduto)
- Giambattista Caracciolo Pisquizi † (22 marzo 1548 - 1557 deceduto)
- Gian Antonio Carafa † (5 aprile 1557 - 1558 deceduto)
- Andrea Matteo Acquaviva d'Aragona † (20 luglio 1558 - 16 settembre 1573 nominato arcivescovo di Cosenza)
- Orazio Caracciolo † (16 settembre 1573 - 1581 deceduto)
- Ladislao d'Aquino † (20 ottobre 1581 - 12 febbraio 1621 deceduto)
- Ottavio Orsini † (13 settembre 1621 - 20 settembre 1632 nominato vescovo di Segni)
- Vincenzo Martinelli, O.P. † (20 settembre 1632 - 10 settembre 1635 deceduto)
- Giacinto Cordella † (1º ottobre 1635 - 15 dicembre 1666 nominato vescovo di Recanati e Loreto)
- Sebastiano Leopardi † (16 marzo 1667 - 2 luglio 1669 deceduto)
- Ludovico Ciogni † (1º settembre 1670 - 6 agosto 1690 deceduto)
- Carlo Nicola de Massa † (11 dicembre 1690 - 23 marzo 1710 deceduto)
  - Sede vacante (1710-1718)
- Mattia Joccia † (11 maggio 1718 - 19 gennaio 1733 deceduto)
- Francesco Agnello Fragianni † (11 maggio 1733 - 28 febbraio 1742 nominato vescovo di Calvi)
- Giuseppe Francesco Rossi † (24 settembre 1742 - 27 gennaio 1754 deceduto)
- Francesco Saverio Stabile † (20 maggio 1754 - 1º dicembre 1788 deceduto)
  - Sede vacante (1788-1792)
- Donato de' Liguori † (26 marzo 1792 - 27 gennaio 1811 deceduto)
  - Sede vacante (1811-1818)
  - Sede soppressa (1818-1852)
  - Sede restaurata e unita a Isernia (1852-1986)

### Vescovi di Isernia
- San Benedetto ? †
- Bonifacio † (menzionato nel 758)
- Anonimo † (? - 847 deceduto)
- Anonimo † (menzionato nell'854)
- Odelgario † (menzionato nell'877)
- Anonimo † (menzionato nel 943)
- Lando † (menzionato nel 946)
- Arderico † (prima del 964 - dopo il 975)
- Gerardo † (1032 - ?)
- Pietro da Ravenna, O.S.B. † (1059/1061 - dopo il 1080)
- Leone † (menzionato nel 1090)
- Mauro † (prima del 1105 - 25 ottobre 1126 deceduto)
- Rainaldo † (prima del 1170 - dopo il 1183)[19]
- Gentile † (menzionato nel 1192)[20]
- R. † (menzionato dal 1195 al 1207)[19]
- Dario † (1207 - dopo il 1221)[19]
- Anonimo † (menzionato come vescovo eletto nel 1230)[19]
- Ugo † (prima del 1233 - dopo il 1244)[19]
- Teodino † (dopo il 1244)[19]
- Giovanni † (menzionato nel 1250)[19]
- Anonimo † (menzionato nel 1255 e nel 1257)[19]
- Niccolò † (prima del 1259 - 25 maggio 1266 dimesso)
  - Enrico da San Germano, O.F.M. † (1267 - ?) (vescovo eletto)[19]
- Matteo † (1267 - dopo il 1281)[19]
- Roberto † (prima del 1287 - dopo il 1289)
- Jacopo † (menzionato nel 1302)
- Pietro II † (prima del 1307 - 1330 deceduto)
  - Corrado Rampini † (1330 - 1330 deceduto) (vescovo eletto)
- Enrico II, O.F.M. † (2 luglio 1330 - 1331 deceduto)
- Guglielmo, O.Carm. † (13 novembre 1331 - ?)
- Cristoforo † (circa 1348 - ? deceduto)
- Filippo Gezza de Rufinis, O.P. † (dicembre 1362 - 8 novembre 1367 nominato vescovo di Tivoli)
- Paolo de' Lapi (Francesco di Roma), O.F.M. † (22 dicembre 1367 - 3 febbraio 1379 nominato arcivescovo di Monreale)
- Niccolò II † (1379 - ?)
- Cristoforo Maroni † (1387 - 18 dicembre 1389 dimesso)
- Domenico † (30 maggio 1390 - 18 agosto 1402 nominato vescovo di Sessa Aurunca)
- Andrea Serao † (1402 - 11 ottobre 1402 nominato vescovo di Potenza)
- Antonio De Rossi † (2 ottobre 1402 - 12 luglio 1404 nominato vescovo di Terracina)
- Niccolò III, O.S.B. † (14 maggio 1404 - ? deceduto)
  - Lucillo † (1414 - ?) (vescovo eletto)
- Bartolomeo di Pardo † (28 gennaio 1415 - ? deceduto)
- Giacomo de Monte Aquila † (27 giugno 1418 - 1469 deceduto)
- Carlo Setari † (12 gennaio 1470 - 1486 deceduto)
- Francesco Adami † (10 aprile 1486 - 1497 deceduto)
- Costantino Castriota Scanderbeg † (2 ottobre 1497 - 1500 deceduto)
- Giovanni Olivieri † (8 aprile 1500 - 1510 deceduto)
- Massimo Bruni Corvino † (30 settembre 1510 - 1522 deceduto)
  - Cristoforo Numai da Forlì, O.F.M. † (17 aprile 1523 - 19 dicembre 1524 dimesso) (amministratore apostolico)
- Antonio Numai, da Forlì, † (19 dicembre 1524 - 1567 dimesso)
- Giambattista Lomellini † (17 marzo 1567 - 22 novembre 1599 deceduto)
- Paolo della Corte, C.R. † (15 marzo 1600 - 1606 dimesso)
- Alessio Geromoaddi † (20 aprile 1606 - 6 aprile 1611 deceduto)
- Marcantonio Genovesi † (26 settembre 1611 - 7 novembre 1624 deceduto)
- Gian Gerolamo Campanili † (27 gennaio 1625 - 22 giugno 1626 deceduto)
- Diego Merino, O.Carm. † (24 agosto 1626 - 1º gennaio 1637 deceduto)
- Domenico Giordani, O.F.M. † (17 agosto 1637 - 11 febbraio 1640 deceduto)
- Marcello Stella † (26 marzo 1640 - 1642 deceduto)
- Gerolamo Mascambruno † (11 agosto 1642 - maggio 1643 deceduto)
- Pietro Paolo de Rustici, O.S.B. † (14 dicembre 1643 - 28 ottobre 1652 deceduto)
- Gerolamo Bollini, O.S.B.Coel. † (9 giugno 1653 - 1657 deceduto)
- Tiburzio Bollini, O.S.B.Coel. † (28 maggio 1657 - 1660 deceduto)
- Michelangelo Catalani, O.F.M.Conv. † (20 settembre 1660 - 1672 deceduto)
- Gerolamo Passarelli † (30 gennaio 1673 - 14 novembre 1689 nominato arcivescovo di Salerno)
- Michele Bologna, C.R. † (6 marzo 1690 - 11 dicembre 1698 dimesso[21])
- Biagio Terzi † (22 dicembre 1698 - maggio 1717 deceduto)
- Giovanni Saverio De Leoni † (20 dicembre 1717 - 22 novembre 1730 nominato vescovo di Melfi e Rapolla)
- Giuseppe Isidoro Persico † (18 giugno 1731 - marzo 1735 deceduto)
  - Sede vacante (1735-1739)
- Giacinto Maria Giannucci † (14 dicembre 1739 - 26 marzo 1757 deceduto)
- Erasmo Mastrilli † (26 settembre 1757 - gennaio 1769 deceduto)
- Michelangelo della Peruta † (21 agosto 1769 - 30 ottobre 1806 deceduto)
  - Sede vacante (1806-1818)
- Michele Ruopoli † (25 maggio 1818 - 24 dicembre 1821 deceduto)
- Salvatore Maria Pignattaro, O.P. † (24 novembre 1823 - 24 gennaio 1825 dimesso)
- Adeodato Gomez Cardosa † (19 dicembre 1825 - 4 luglio 1834 deceduto)
  - Sede vacante (1834-1837)
- Gennaro Saladino † (19 maggio 1837 - 19 giugno 1852 nominato vescovo di Isernia e Venafro)

### Vescovi di Isernia e Venafro
- Gennaro Saladino † (19 giugno 1852 - 27 aprile 1861 deceduto)
  - Sede vacante (1861-1872)
- Antonio Izzo † (23 febbraio 1872 - 24 ottobre 1879 deceduto)
- Agnello Renzullo † (27 febbraio 1880 - 23 giugno 1890 nominato vescovo di Nola)
- Francesco Paolo Carrano † (4 giugno 1891 - 16 gennaio 1893 nominato arcivescovo dell'Aquila)
- Nicola Maria Merola † (12 giugno 1893 - 24 settembre 1915 deceduto)
- Niccolò Rotoli, O.F.M. † (28 marzo 1916 - 27 aprile 1932 deceduto)
- Pietro Tesauri † (13 marzo 1933 - 25 maggio 1939 nominato arcivescovo di Lanciano e amministratore perpetuo di Ortona)
- Alberto Carinci † (25 marzo 1940 - 28 aprile 1948 nominato vescovo di Boiano-Campobasso)
- Giovanni Lucato, S.D.B. † (21 giugno 1948 - 1º maggio 1962 deceduto)
- Achille Palmerini † (11 luglio 1962 - 7 aprile 1983 ritirato)
- Ettore Di Filippo † (7 aprile 1983 - 30 settembre 1986 nominato vescovo di Isernia-Venafro)

### Vescovi di Isernia-Venafro
- Ettore Di Filippo † (30 settembre 1986 - 28 ottobre 1989 nominato arcivescovo di Campobasso-Boiano)
- Andrea Gemma, F.D.P. † (7 dicembre 1990 - 5 agosto 2006 ritirato)
- Salvatore Visco (5 aprile 2007 - 30 aprile 2013 nominato arcivescovo di Capua)
- Camillo Cibotti, dall'8 maggio 2014

## Statistiche
La diocesi nel 2023 su una popolazione di 62.500 persone contava 61.600 battezzati, corrispondenti al 98,6% del totale.
| anno | popolazione | popolazione | popolazione | presbiteri | presbiteri | presbiteri | presbiteri                | diaconi | religiosi | religiosi | parrocchie |
| anno | battezzati  | totale      | %           | numero     | secolari   | regolari   | battezzati per presbitero | diaconi | uomini    | donne     | parrocchie |
| ---- | ----------- | ----------- | ----------- | ---------- | ---------- | ---------- | ------------------------- | ------- | --------- | --------- | ---------- |
| 1950 | 53.000      | 53.000      | 100,0       | 75         | 68         | 7          | 706                       |         | 8         | 24        | 40         |
| 1970 | 51.575      | 51.580      | 100,0       | 68         | 54         | 14         | 758                       |         | 17        | 44        | 43         |
| 1980 | 59.805      | 59.840      | 99,9        | 61         | 49         | 12         | 980                       |         | 14        | 48        | 57         |
| 1990 | 62.600      | 64.000      | 97,8        | 58         | 50         | 8          | 1.079                     | 1       | 8         | 42        | 48         |
| 1999 | 61.100      | 63.000      | 97,0        | 62         | 52         | 10         | 985                       | 9       | 18        | 43        | 48         |
| 2000 | 62.000      | 63.000      | 98,4        | 66         | 56         | 10         | 939                       | 9       | 20        | 48        | 48         |
| 2001 | 63.000      | 65.000      | 96,9        | 63         | 53         | 10         | 1.000                     | 8       | 15        | 50        | 48         |
| 2002 | 58.000      | 60.100      | 96,5        | 69         | 60         | 9          | 840                       | 8       | 10        | 56        | 48         |
| 2003 | 58.000      | 60.100      | 96,5        | 66         | 58         | 8          | 878                       | 10      | 8         | 52        | 48         |
| 2006 | 60.000      | 63.000      | 95,2        | 75         | 63         | 12         | 800                       | 12      | 24        | 46        | 48         |
| 2013 | 62.000      | 63.000      | 98,4        | 72         | 50         | 22         | 861                       | 10      | 30        | 38        | 48         |
| 2016 | 63.000      | 64.312      | 98,0        | 67         | 45         | 22         | 940                       | 11      | 25        | 35        | 48         |
| 2019 | 62.800      | 63.800      | 98,4        | 63         | 41         | 22         | 996                       | ?       | 22        | 32        | 48         |
| 2021 | 62.000      | 63.000      | 98,4        | 58         | 35         | 23         | 1.068                     | 10      | 24        | 35        | 48         |
| 2023 | 61.600      | 62.500      | 98,6        | 58         | 35         | 23         | 1.062                     | 10      | 24        | 35        | 48         |

### Per la sede di Isernia
- (LA)  Ferdinando Ughelli, Italia sacra, vol. VI, seconda edizione, Venezia, 1720, coll. 366-405
- Francesco Lanzoni, Le diocesi d'Italia dalle origini al principio del secolo VII (an. 604), vol. I, Faenza, 1927, pp. 379–380
- (DE)  Norbert Kamp, Kirche und Monarchie im staufischen Königreich Sizilien. Prosopographische Grundlegung. Bistümer und Bischöfe des Königreichs 1194-1266. 1. Abruzzen und Kampanien, München, 1973, pp. 178–185
- (LA)  Pius Bonifacius Gams, Series episcoporum Ecclesiae Catholicae, Graz, 1957, p. 886
- (LA)  Konrad Eubel, Hierarchia Catholica Medii Aevi, vol. 1, pp. 286–287; vol. 2, p. 169; vol. 3, p. 214; vol. 4, p. 211; vol. 5, p. 230; vol. 6, p. 246

### Per la sede di Venafro
- (LA)  Ferdinando Ughelli, Italia sacra, vol. VI, seconda edizione, Venezia, 1720, coll. 579-586
- Francesco Lanzoni, Le diocesi d'Italia dalle origini al principio del secolo VII (an. 604), vol. I, Faenza, 1927, pp. 176–177
- (DE)  Norbert Kamp, Kirche und Monarchie im staufischen Königreich Sizilien. Prosopographische Grundlegung. Bistümer und Bischöfe des Königreichs 1194-1266. 1. Abruzzen und Kampanien, München, 1973, pp. 195–200
- (LA)  Pius Bonifacius Gams, Series episcoporum Ecclesiae Catholicae, Graz, 1957, pp. 939–940
- (LA)  Konrad Eubel, Hierarchia Catholica Medii Aevi, vol. 1, pp. 518–519; vol. 2, p. 264; vol. 3, p. 328; vol. 4, p. 361; vol. 5, p. 407; vol. 6, p. 434
- (LA, IT)  Bolla Sollecitudinem animarum, in Collezione degli atti emanati dopo la pubblicazione del Concordato dell'anno 1818, parte XIII, Napoli, 1854, pp. 46–66